# Transformers: Robots in Disguise (2015)
Transformers: Robots in Disguise is een Amerikaanse computeranimatie-serie, geprodcueerd door Hasbro Studios en Darby Pop Productions, en getekend door Polygon Pictures in Japan. De serie wordt sinds februari 2015 uitgezonden op Cartoon Network. Daarmee is het de vijfde Transformers-serie die door Cartoon Network uitgezonden wordt. 
Transformers: Robots in Disguise is een vervolg op de serie Transformers: Prime, maar heeft qua verhaal een beduidend andere opzet dan die serie. Roberto Orci en  Alex Kurtzman, beide uitvoerend producenten van Prime, werkten niet mee aan Robots in Disguise. 

## Plot
Jaren zijn verstreken sinds de gebeurtenissen uit Transformers: Prime en de film Predacons Rising. Cybertron kan weer leven herbergen en de autobots hebben de aarde dan ook verlaten. Bumblebee heeft zich een weg omhoog gewerkt naar Cybertroniaanse politie-agent. 
Wanneer een gevangenisschip genaamd de Alchemor, met aan boord een grote groep Decepticongevangenen, op aarde neerstort, krijgt Bumblebee een visioen waarin Optimus Prime hem oproept naar de aarde te gaan en de gevangenen opnieuw te arresteren. Samen met Sideswipe en Strongarm keert Bumblebee tegen de wetten van Cybertron in naar de aarde terug, alwaar zijn team versterking krijgt van de dinobot Grimlock en de mensen Russell en Denny Clay. Samen beginnen ze de jacht op de nu vrij rondlopende Decepticongevangenen. In de loop van seizoen 1 krijgt Bumblebees team nog verder versterking van de premiejager Drift  en zijn 2 minicons. Tegelijkertijd verenigt de Decepticon Steeljaw enkele van de ontsnapte gevangenen onder zijn bevel. Langzaam wordt duidelijk dat een nog groter gevaar de aarde bedreigt: Megatronus, alias The Fallen, de eerste Decepticon. Om dit nieuwe gevaar te verslaan, keert Optimus Prime terug naar de Aarde om Bumblebees team bij te staan.

## Rolverdeling

### Engelse stemmen
- Stuart Allan – Russell Clay
- Troy Baker – Steeljaw, verschillende rollen
- Eric Bauza – Drift
- Darren Criss – Sideswipe
- Peter Cullen – Optimus Prime
- Jim Cummings – Clampdown
- Eddie Deezen – Ped
- Will Friedle – Bumblebee, verschillende rollen
- Bailey Gambertoglio - Hank
- David Hunt – Chop Shop
- David Kaye – Hammerstrike
- Arif S. Kinchen – Jazz
- Ted McGinley – Denny Clay, verschillende rollen
- Andy Milder – Quillfire
- Liam O'Brien – Underbite
- Khary Payton– Grimlock, Bisk, Divebomb
- Kevin Pollak – Fracture
- Kevin Michael Richardson – Terrashock

### Nederlandse stemmen
- Trevor Reekers - Bumblebee
- Job Bovelander - Sideswipe

## Afleveringen
| Nr. | Titel                            | Regisseur       | Schrijver                       | Uitzenddatum (VS) | Uitzenddatum (NL/BE) |
| --- | -------------------------------- | --------------- | ------------------------------- | ----------------- | -------------------- |
| 1   | Pilot                            | David Hartman   | Adam Beechen & Duane Capizzi    | 14 maart 2015     | 6 april 2015         |
| 2   | Pilot                            | David Hartman   | Adam Beechen & Duane Capizzi    | 14 maart 2015     | 7 april 2015         |
| 3   | Trust Exercises                  | Scooter Tidwell | Adam Beechen en Marsha Griffin  | 4 april 2015      | 8 april 2015         |
| 4   | More than Meets the Eye          | Vinton Heuck    | Nicole Dubuc en Steven Melching | 11 april 2015     | 9 april 2015         |
| 5   | W.W.O.D.?                        | Todd Waterman   | Guy Toubes                      | 18 april 2015     | 10 april 2015        |
| 6   | As the Kospego Commands!         | Scooter Tidwell | Michael Ryan                    | 25 april 2015     | 13 april 2015        |
| 7   | Collect 'Em All                  | Vinton Heuck    | Steven Melching                 | 2 mei 2015        | 14 april 2015        |
| 8   | True Colors                      | Todd Waterman   | Mairghread Scott                | 9 mei 2015        | 15 april 2015        |
| 9   | Rumble in the Jungle             | Scooter Tidwell | Dean Stefan                     | 16 mei 2015       | 16 april 2015        |
| 10  | Can You Dig It?                  | Vinton Heuck    | Stan Berkowitz                  | 23 mei 2015       | 17 april 2015        |
| 11  | Adventures in Bumblebee-sitting! | Todd Waterman   | Michael Ryan                    | 30 mei 2015       | 20 april 2015        |
| 12  | Hunting Season                   | Scooter Tidwell | David McDermott                 | 6 juni 2015       | 21 april 2015        |
| 13  | Out of Focus                     | Vinton Heuck    | Adam Beechen                    | 13 juni 2015      |                      |
| 14  | Sideways                         | Frank Marino    | Steven Melching                 | 20 juni 2015      | 22 april 2015        |
| 15  | Even Robots Have Nightmares      | Vinton Heuck    | John Loy                        | 27 juni 2015      |                      |
| 16  | Some Body, Any Body              | Todd Waterman   | Mairghread Scott                | 4 juli 2015       |                      |
| 17  | One of Our Mini-Cons is Missing  | Scooter Tidwell | Zac Atkinson                    | 11 juli 2015      |                      |
| 18  | Deep Trouble                     | Frank Marino    | Howie Nicoll                    | 18 juli 2015      |                      |
| 19  | The Champ                        | Vinton Heuck    | Steven Melching                 | 25 juli 2015      |                      |
| 20  | The Trouble with Fixit           | Todd Waterman   | Alex Irvine                     | 1 augustus 2015   |                      |
| 21  | Lockout                          | Scooter Tidwell | Guy Toubes                      | 8 augustus 2015   |                      |
| 22  | Similarly Different              | Frank Marino    | Derek Dressler                  | 15 augustus 2015  |                      |
| 23  | The Buzz on Windblade            | Todd Waterman   | Mairghread Scott                | 22 augustus 2015  |                      |
| 24  | Ghosts and Imposters             | Scooter Tidwell | John Loy                        | 29 augustus 2015  |                      |
| 25  | Battlegrounds                    | Frank Marino    | David McDermott                 | 5 september 2015  |                      |
| 26  | Battlegrounds                    | Vinton Heuck    | Adam Beechen                    | 12 september 2015 |                      |